# Toshiba Brave Lupus Tokyo
Toshiba Brave Lupus Tokyo (Lupus en latín significa lobo) es un equipo de rugby japonés que juega en la Japan Rugby League One. Su sede se ubica en Fuchu, Tokio, al igual que su equipo rival, Tokyo Sungoliath. Ganaron el segundo campeonato de la Top League en la temporada 2004-2005 dirigidos por Masahiro Kunda, un exjugador de Toshiba y de la Selección de rugby de Japón. Previo a la creación de la Top League el equipo se llamaba Toshiba Fuchu.

## Palmarés
- Campeonato All-Japan
  - Campeones: 1997, 1998, 1999, 2004, 2006 (campeones en conjunto con NEC Green Rockets), 2007

- Top League:
  - Campeones: 2004-05, 2005-06, 2006-07, 2008-09, 2009-10, 2023-24, 2024-25